# Jan Dihm (inżynier)
Jan Władysław Dihm (ur. 27 września 1937 w Gorzeniu Dolnym, zm. 3 sierpnia 2016 w Wadowicach) – polski inżynier-architekt, modelarz, poseł na Sejm PRL VIII kadencji (1982–1985).

## Życiorys
Syn Jana i Wandy. Wywodził się z wadowieckiej rodziny Dihmów. Z wykształcenia był inżynierem architektem (w 1960 ukończył Politechnikę Krakowską). W młodości pracował jako nauczyciel, uczył m.in. w Zespole Szkół Budowlanych w Wadowicach. Był zastępcą dyrektora Zakładów Budowlano-Montażowych w Wadowicach.
W 1961 wstąpił do Stronnictwa Demokratycznego. Od 1965 radny, kolejno Miejskiej Rady Narodowej, Powiatowej Rady Narodowej w Wadowicach i od 1976 Wojewódzkiej Rady Narodowej w Bielsku-Białej. W latach 1982–1985 pełnił mandat posła na Sejm PRL VIII kadencji z okręgu Andrychów. Zasiadał w Komisjach Budownictwa i Przemysłu Materiałów Budowlanych oraz Handlu Zagranicznego, Współpracy Gospodarczej z Zagranicą i Gospodarki Morskiej.
Mieszkał w Wadowicach, gdzie zajmował się modelarstwem (specjalizował się w modelach z napędem gumowym). Był szefem Klubu Modelarskiego przy Spółdzielni Mieszkaniowej w Wadowicach. W 1997 uzyskał 2. miejsce (wraz z dwoma pozostałymi członkami drużyny polskiej) podczas drużynowych mistrzostw Europy w konstrukcji samolotowych modeli wolnolatających w klasie F1D (latające modele salowe; Saalflugmodelle).
Odznaczony m.in. Krzyżem Kawalerskim Orderu Odrodzenia Polski.